# Bill Weld
William Floyd Weld (31 de juliol de 1945) és un advocat, home de negocis i polític republicà estatunidenc que va ser el 68è governador de Massachusetts del 1991 al 1997. Weld es presenta a les primàries republicanes per ser president dels Estats Units de 2020.
Graduat a Harvard i a Oxford, Weld va començar la seva carrera com a conseller legal del Comitè de la Cambra de Representants dels Estats Units en Justícia abans de ser fiscal de districte dels EUA per Massachusetts i, més endavant, assistent del fiscal general dels EUA per la divisió criminal. Va treballar en casos de corrupció d'alt perfil i va presentar la seva dimissió en protesta per l'escàndol de manca d'ètica i investigacions associades al fiscal general Edwin Meese.
Weld va ser elegit governador de Massachusetts el 1990. A les eleccions de 1994, va ser reelegit amb el marge de victòria més ample de la història de Massachusetts. El 1996 va ser el candidat republicà a senador dels EUA per Massachusetts però va perdre contra el llavors senador John Kerry. Weld va dimitir de governador el 1997 per centrar-se en la seva nominació a ambaixador dels EUA a Mèxic pel president Bill Clinton. A causa de l'oposició del president del Comitè de Relacions Exteriors del Senat Jesse Helms, conservador social, no va rebre audiència davant del comitè i va retirar la seva candidatura. Després de traslladar-se a Nova York el 2000, Weld va buscar la nominació republicana a governador de Nova York a les eleccions de 2006. Quan el Partit Republicà va donar suport a John Faso, va retirar-se de la cursa.
Anys més tard, Weld es va involucrar en la política presidencial. El 2016 va deixar el Partit Republicà per convertir-se en el candidat a vicepresident del governador de Nou Mèxic Gary Johnson del Partit Llibertari. Johnson i Weld van ser la primera fórmula presidencial des del 1948 a consistir en dos governadors estatals. Van rebre gairebé 4,5 milions de vots, el millor resultat de la història del Partit Llibertari i el millor resultat per un tercer partit des del 1996. Després de tornar al Partit Republicà, Weld va anunciar el 15 d'abril de 2019 que es presentaria a les primàries republicanes de 2020 contra el president Donald Trump.